# Дальский, Мамонт Викторович
Ма́монт Ви́кторович Да́льский (настоящая фамилия Неелов; 2 сентября 1865, Харьковская губерния — 8 июня 1918, Москва) — русский актёр.

## Биография

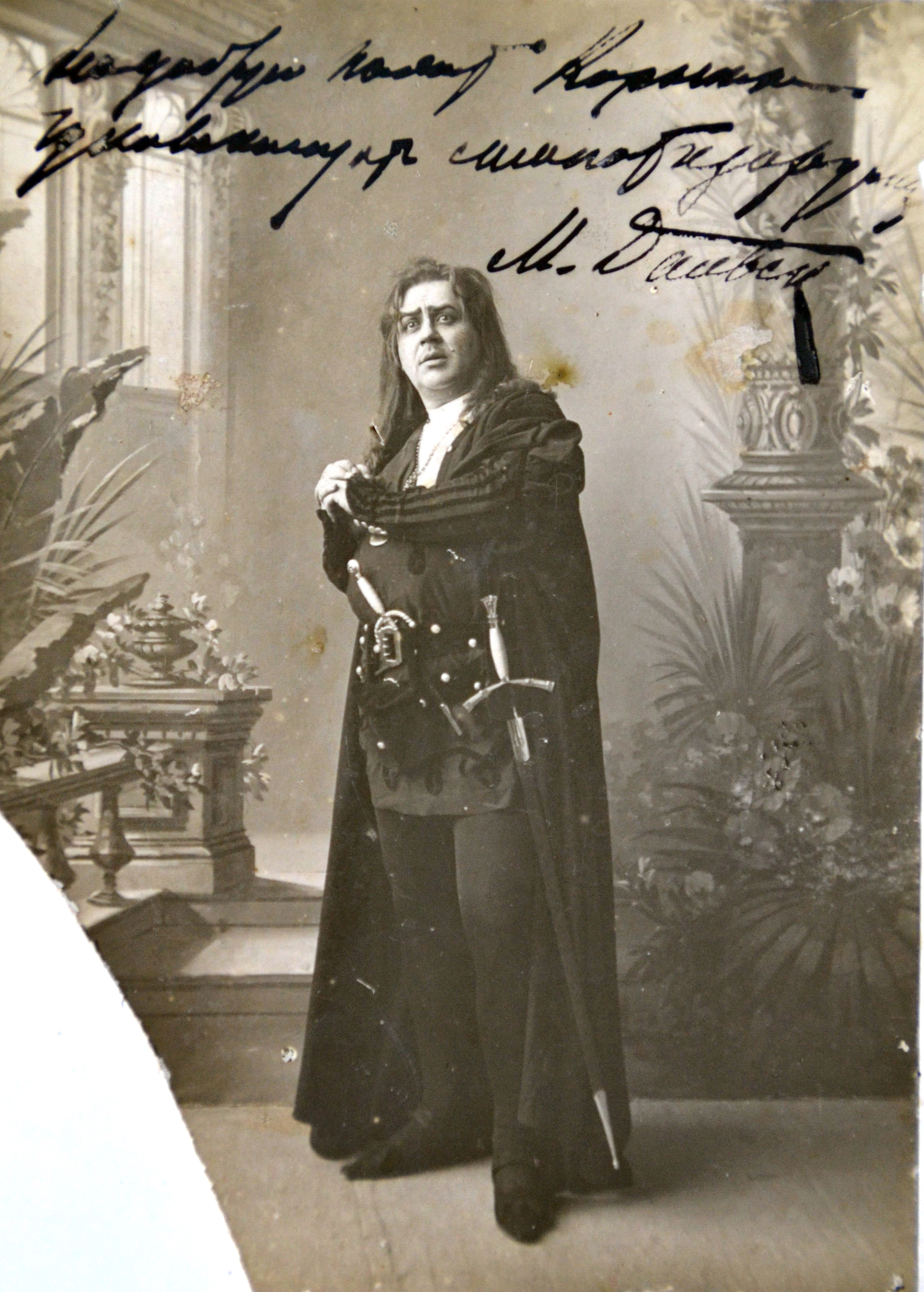
Мамонт Дальский

Мамонт Викторович Неёлов родился 2 сентября 1865 года в Кантемировке Харьковской губернии в семье дворянина, судьи и предводителя дворянства Виктора Владимировича Неёлова.
Окончил киевскую гимназию. Увлекался литературой, хорошо знал иностранные языки, в том числе латынь. Уже гимназистом выступал в концертах, исполняя произведения А. С. Пушкина, У. Шекспира, Ф. Шиллера. Псевдоним Дальский был взят им по детскому прозвищу «Даля» любимой им младшей сестры Магдалины.
Поступил на юридический факультет Харьковского университета, но в 1885 году оставил учёбу ради сцены и в 1886 году получил ангажемент в труппе Воронцова в Вильно и быстро занял место ведущего актёра. В течение нескольких лет Дальский играл в провинции. Актриса Мария Велизарий вспоминала:

«Даже Шклов, Умань, Винница… были для него крупными городами. Он играл в Голте, а мечтал о гастролях в Париже… Ему было совершенно безразлично, каков ансамбль, есть ли на сцене декорации, а на актёрах — должные костюмы. Раз он, Мамонт Дальский, играет, значит, здесь — настоящий театр, если даже над головой нет крыши…»

В 1889 году по предложению П. Д. Боборыкина поступил в труппу московского Нового театра Е. Н. Горевой. Именно в театре Горевой к Дальскому пришла слава: публика оценила его игру в пьесе «Дон Карлос» Ф. Шиллера (заглавную роль пьесы Дальский сохранял в своём репертуаре в течение нескольких лет). Другой замечательной ролью Дальского стал Барон в пьесе А. С. Пушкина «Скупой рыцарь».
В 1890 году Мамонт Дальский получил приглашения из ведущих театров Москвы и Петербурга: Малого и Александринского. Главный режиссёр Александринки П. М. Медведев пригласил его в труппу «без дебюта». Первое появление Дальского на сцене состоялось 8 сентября 1890 года — в роли Жадова в пьесе А. Н. Островского «Доходное место». В театре он выступал в амплуа драматических любовников, особенно ему удавались герои с сильными, необузданными страстями, выступающие против общества: Чацкий («Горе от ума» А. С. Грибоедова), Незнамов («Без вины виноватые» А. Н. Островского), Рогожин («Идиот» Ф. М. Достоевского), Гамлет и Отелло («Гамлет», «Отелло» Шекспира), Карл Моор («Разбойники» Ф. Шиллера) и др.
В Александринском театре он проработал 10 лет, однако в последние годы ему практически не давали новых ролей: он играл, например, Квартального в «Ревизоре» Н. В. Гоголя и Надзирателя в «Свадьбе Кречинского» А. В. Сухово-Кобылина. Последняя крупная роль Дальского в театре — Отелло в одноимённой трагедии Шекспира, — была сыграна им 4 февраля 1900 года, в юбилей пребывания на александринской сцене. Вскоре он оставил александринскую сцену.
С 1900 года он гастролировал в провинции, выступал на столичных сценах и в частных театрах, организовывал публичные вечера трагедий, исполняя отрывки из своих лучших ролей. В последний раз Дальский появился на сцене в 1916 году. Пытался безуспешно создать собственный театр; свой проект театра показывал М. Горькому и Ф. Шаляпину в 1915 году.

Мамонт Дальский и Фёдор Шаляпин

В 1917 году Мамонт Дальский, давно интересовавшийся идеями Бакунина и Кропоткина, объявил себя анархистом и вступил во Всероссийскую федерацию анархистов-коммунистов, даже участвовал в разграблении и сожжении особняка Фредерикса, заводил толпу и сам лично вынес из особняка два богатых чучела медведей.
14 января 1918 года был арестован по указанию управляющего делами Совета народных комиссаров В. Д. Бонч-Бруевича, однако вскоре отпущен.
Погиб в Москве 8 июня 1918 года: сорвался с подножки трамвая. Газета «Раннее утро» сообщала 9 июля:

Как передают очевидцы, Дальский погиб при таких обстоятельствах.
Когда артист проезжал на трамвае по Б. Никитской ул., против Чернышевского пер., то вследствие сильной тесноты его кто-то столкнул с площадки, и он попал под колёса вагона.
Дальского подняли в предсмертной агонии, и он вскоре скончался.
Тело покойного было доставлено в Брюсовский госпиталь, а оттуда перевезено в церковь Рождества Христова в Кудрине, где сегодня в 1 ч. дня будет совершена панихида.

Современники писали :

Равнодушно позванивая обвешанный живыми гроздьями пассажиров, висящих на подножках и буферах, вагон трамвая раздавил вчера известного и на берегах Невы и у нас, в Москве, и в далёких уголках театральной провинции актёра Мамонта Дальского, «в миру» М. В. Пропазанова.[sic]
Покойный являл собой выпуклый тип русского актёра с мятущейся душой. <...> происходил из актёрской семьи.
Его сестра — известная в Москве красавица Магдалина Дальская, глаза, бриллианты и рысаки которой в своё время изумляли всю Москву... держала антрепризу в «Аквариуме», чтобы играть в протопоповской пьесе «Рабыни веселья», — и больная, поблёкшая, оставленная своими поклонниками, кончила жизненный путь трагически, убитая каким-то актёром в Сибири.
Дальский всю свою жизнь был неугомонным.
Вечно бурлил, вечно куда-то стремился. <...> Оглядываясь на путь, пройденный Дальским, невольно вспоминаешь Комиссаржевскую.
И он, и она порвали с Александринским театром и оба понеслись в неведомую даль.
Комиссаржевская — эта чайка русского театра, залетела далеко-далеко, к воротам Тамерлана в знойный Туркестан, где и погибла от оспы.
Можно было думать, что Дальский погибнет где-нибудь на баррикадах, под мрачной сенью чёрного знамени, среди грохота и дыма рвущихся бомб.
Но его раздавил глупый трамвай...
— Русский Кин. Трагическая смерть Мамонта Дальского. 
Похоронен в Петрограде на Никольском кладбище Александро-Невской лавры. В 1936 г. перезахоронен в Некрополе мастеров искусств.
В романе «Хождение по мукам» А. Н. Толстой написал о нём:

Душой этих ночных кутежей был Мамонт Дальский, драматический актер, трагик, чье имя в недавнем прошлом гремело не менее звучно, чем Росси. Это был человек дикого темперамента, красавец, игрок, расчетливый безумец, опасный, величественный и хитрый. За последние годы он выступал редко, только в гастролях. Его встречали в игорных домах в столицах, на юге, в Сибири. Рассказывали о его чудовищных проигрышах. Он начинал стареть. Говорил, что бросает сцену. Во время войны участвовал в темных комбинациях с поставками. Когда началась революция, он появился в Москве. Он почувствовал гигантскую трагическую сцену и захотел сыграть на ней главную роль в новых «Братьях-разбойниках».
Со всей убедительностью гениального актера он заговорил о священной анархии и абсолютной свободе, об условности моральных принципов и праве каждого на все. Он сеял по Москве возбуждение в умах…

## Роли в театре

Дальский в роли Чацкого

- «Без вины виноватые» А. Н. Островского — Незнамов
- «Доходное место» А. Н. Островского — Жадов
- «На всякого мудреца довольно простоты» А. Н. Островского — Глумов
- «Василиса Мелентьева» А. Н. Островского и С. А. Гедеонова — Колычев
- «Женитьба Белугина» А. Н. Островского и Н. Я. Соловьёва — Белугин
- «Ревизор» Н. В. Гоголя — Хлестаков
- «Скупой рыцарь» А. С. Пушкина — Барон
- «Борис Годунов» А. С. Пушкина — «Самозванец»
- «Каширская старина» Д. В. Аверкиева — Василий
- «Идиот» Ф. М. Достоевского — Рогожин
- «Венецианский купец» У. Шекспира — Шейлок
- «Гамлет» У. Шекспира — Гамлет
- «Отелло» У. Шекспира — Отелло
- «Разбойники» Ф. Шиллера — Карл Моор
- «Дон Карлос» Ф. Шиллера — Дон Карлос, Поза
- «Собака садовника» Лопе де Вега — Теодоро
- «Кин, или Гений и беспутство» А. Дюма — Кин
- «Горе от ума» А. С. Грибоедова — Чацкий
- «Дети Ванюшина» С. А. Найдёнова — Константин
- «На дне» М. Горького — Сатин
- «Отец» А. Стриндберга — Ротмистр

## Семья
- Отец — Виктор Владимирович Неёлов. Родился в деревне Царедаровке Изюмского уезда Харьковской губернии 8 ноября 1837 года. Был крещён в церкви слободы Великая Камышеваха. Определением Харьковского дворянского депутатского собрания от 18 мая 1881 года к роду Неёловых были сопричислены его дети.
- Мать — Екатерина Андреевна Крыштофович (около 1844 — не ранее 10.9.1902) — дочь гвардии поручика Андрея Ивановича Крыштофовича (Криштофовича). Кроме Мамонта, у неё было ещё шестеро детей, пятеро из них впоследствии стали знаменитыми артистами и работали под псевдонимами.
- Братья:
  - Ипполит Викторович Неёлов. Определением Харьковского дворянского депутатского собрания от 4.4.1903 г. к роду Неёловых были сопричислены его сыновья: Владимир и Константин.
  - Сергей Викторович Неёлов. Драматический актёр (сценический псевдоним Ланской). Амплуа: герой-любовник, играл весь классический и современный репертуар. В 1902 г. выступал во Владикавказе, в 1904—1905 гг. — в Москве, Екатеринбурге, Житомире и Николаеве. В это время запрашивал гонорар: за летний сезон — 300 руб. с двумя полубенефисами, за зимний — 600 руб. с двумя полубенефисами. 16.10.1911 г. заключил договор с Евпаторийской городской управой на аренду театра в г. Евпатория Таврической губернии. Убит в 1918 г.
  - Виктор Викторович Неёлов. Драматический актёр (сценический псевдоним Рамазанов). Автор пьес, режиссёр-постановщик. Работал в Петербурге и на периферии. Его пьесы хранятся в Публичной библиотеке в Санкт-Петербурге. Жёны: Аврора Эдуардовна Андросова, Ольга Васильевна Ключанская и Галина Ниловна Архангельская. Умер 17 мая 1942 г. в блокадном Ленинграде.
  - Владимир Викторович Неёлов. Драматический актёр (сценический псевдоним Мерцалов). Амплуа: любовник-герой, резонёр и кавалер. До военной службы играл со старшим братом Мамонтом Дальским. Сезоны 1902/1903 и 1903/1904 гг. находился на военной службе. В 1905—1906 гг. получал музыкальное образование в Новочеркасске. Выступал в Майкопе и Новочеркасске, в 1906—1907 гг. в Луцке и Виннице. Автор драматических произведений. Умер не ранее 1939 г.*
- Сёстры:
  - София Викторовна Неёлова (сценический псевдоним Тамская, по мужу — Ган).
  - Екатерина Викторовна Неёлова. Родилась в 1870 г. Актриса (сценический псевдоним Дальская). Перед революцией 1917 г. гастролировала в Прибалтике, откуда и не вернулась в Советскую Россию. Муж: (в разводе) Михаил Юльевич Лёвенштейн (родился 31.10. 18 ...). Сын врача-психиатра Юлия Александровича Лёвенштейна (умер 18.10.1892 г.) и Евдокии Аполлоновны (родилась 1.10.1848 г.) или Петровны, приёмной дочери Анны Александровны, урождённой Гончаровой (умерла в 1898 г.), и её мужа Петра Авксентьевича Музалевского (умер в 1877 г.). Умер в Бузулуке около 1920 г. от тифа. Их дочь: Елена Михайловна Лёвенштейн (12.2.1902-27.3.1976), замужем за Петром Карповичем Щербаковым (6.8.1893-26.11.1982). У них две дочери Нина Петровна (Панфилова) и Валентина Петровна.
  - Магдалина Викторовна Неёлова. Драматическая актриса (сценический псевдоним Дальская). Антрепренёрша. Красавица и роковая женщина. Отличалась бурным темпераментом и «страстью к кутежам и жаждой тщеславия». 4.5.1911 г. в Чите в Даурской гостинице стреляла и по неосторожности убила своего молодого коллегу, артиста Бартенева. Была обвинена в убийстве и арестована, впоследствии выпущена под залог в 10 тысяч рублей. Умерла под следствием в Чите в конце 1911 г. — до 26.2.1912 г. от скоротечной чахотки. Муж: (??; в разводе) Сергей Иванович Зимин. У них два сына: Алексей (родился около 1895 г.) и NN — офицеры-белогвардейцы, расстреляны во время Гражданской войны.
- Дети:
  - Лариса Мамонтовна Топоркова (Дальская) (1913—1995) — жена актёра Василия Топоркова[3]. Упомянута в книге Льва Успенского «Ты и твоё имя» как носительница курьёзного имени: «У М. В. Дальского была дочь. Она, насколько известно, жива и сейчас, и зовётся Ларисой Мамонтовной. Так как имя Лариса некоторыми расшифровывается как „чайка“ то сочетание получается ещё более неожиданное»[4].
  - Неёлов, Юрий Мамонтович (1894? - 1935?) — военный офицер, в 1919 году поступил в 16-ю армию, действовавшую в составе Западного фронта РККА, где исполнял обязанности секретаря (адъютанта) командарма Н. В. Соллогуба.  Приказом по штабу 16-й армии от 27 сентября 1920 года Юрий Неёлов был откомандирован в распоряжение начальника штаба Западного фронта, а в декабре того же года переведён на Южный фронт. Его брак с Еленой Сергеевной Нюренберг был расторгнут, и осенью 1921 года она становится женой Шиловского; третьим её мужем станет Михаил Булгаков.

## Киновоплощения
- Сергей Яковлев («Хождение по мукам», 1977)
- Сергей Безруков («Маска и душа», 2002)
- Дмитрий Дюжев («Хождение по мукам», 2017)
- Ян Цапник («Шаляпин», 2023)